# Anni Rytter
Anni/y Rytter er en tidligere dansk atlet. Hun var medlem af Svendborg Gymnastikforening. Årets fund i dansk idræt 1950 efter at hun inden hun fyldte 16 år havde vundet DM på både 100 og 200 meter.

## Danske mesterskaber
- Guld 1952 200 meter 27.0
- Guld 1951 100 meter 12.4
- Guld 1950 100 meter 12.8
- Guld 1950 200 meter 27.1